# Filip Dagerstål
Per Filip Dagerstål, född 1 februari 1997, är en svensk fotbollsspelare som spelar för Lech Poznań. Han har spelat på flera olika positioner bland annat mittback, innermittfältare och yttermittfältare.

## Klubbkarriär
Dagerstål började spela fotboll i IFK Norrköping som fyraåring. I februari 2013 var han och provspelade med engelska West Bromwich Albion. Efter provspelet skrev han på ett lärlingskontrakt med Norrköping.
Han debuterade i Allsvenskan den 5 oktober 2014 mot IFK Göteborg. Matchen slutade med en 3–0-hemmavinst för Norrköping och Dagerstål byttes in i den 90:e minuten mot Alhaji Kamara. I december 2014 skrev han på ett fyraårskontrakt för IFK Norrköping. I september 2016 förlängdes kontraktet fram över säsongen 2020.
Det första allsvenska målet för IFK Norrköping gjorde Dagerstål i matchen mot Halmstads BK 9 april 2015, samma år spelade han ytterligare fem allsvenska matcher under en säsong där IFK till sist blev svenska mästare. Dagerstål själv blev dock utlånad till samarbetsklubben IF Sylvia under slutdelen av säsongen.
Efter den allsvenska säsongen 2020 meddelade Dagerstål att han ville söka en ny utmaning, och den 23 januari 2021 presenterades han av den ryska klubben FK Chimki.
I samband med Rysslands invasion av Ukraina under våren 2022 tilläts spelare i den ryska ligan att pausa sina kontrakt fram till den 30 juni, vilket gjorde att Dagerstål återvände till IFK Norrköping på ett korttidskontrakt. Den 26 juli 2022 blev Dagerstål klar för Lech Poznań, där han skrev på ett ettårskontrakt.

## Karriärstatistik
| Klubb                                                  | Säsong            | Inhemsk liga              | Inhemsk liga | Inhemsk liga | Nat. täv. | Nat. täv. | Internat. täv. | Internat. täv. | Totalt | Totalt |
| Klubb                                                  | Säsong            | Serie                     | SM           | Mål          | SM        | Mål       | SM             | Mål            | SM     | Mål    |
| ------------------------------------------------------ | ----------------- | ------------------------- | ------------ | ------------ | --------- | --------- | -------------- | -------------- | ------ | ------ |
| IFK Norrköping                                         | 2013              | Allsvenskan               | 0            | 0            | 0         | 0         | 0              | 0              | 0      | 0      |
| IFK Norrköping                                         | 2014              | Allsvenskan               | 2            | 0            | 3         | 0         | 0              | 0              | 5      | 0      |
| IFK Norrköping                                         | 2015              | Allsvenskan               | 6            | 1            | 0         | 0         | 0              | 0              | 6      | 1      |
| IFK Norrköping                                         | 2016              | Allsvenskan               | 16           | 0            | 1         | 0         | 1              | 0              | 18     | 0      |
| IFK Norrköping                                         | 2017              | Allsvenskan               | 28           | 2            | 7         | 0         | 4              | 0              | 39     | 2      |
| IFK Norrköping                                         | 2018              | Allsvenskan               | 24           | 2            | 0         | 0         | 0              | 0              | 24     | 2      |
| IFK Norrköping                                         | 2019              | Allsvenskan               | 27           | 1            | 0         | 0         | 6              | 0              | 33     | 1      |
| IFK Norrköping                                         | 2020              | Allsvenskan               | 29           | 0            | 2         | 0         | 0              | 0              | 31     | 0      |
| IFK Norrköping                                         | Totalt i klubblag | Totalt i klubblag         | 132          | 6            | 13        | 0         | 11             | 0              | 156    | 6      |
| IF Sylvia (lån)                                        | 2013              | Division 1 Södra          | 1            | 0            | 0         | 0         | 0              | 0              | 1      | 0      |
| IF Sylvia (lån)                                        | Totalt i klubblag | Totalt i klubblag         | 1            | 0            | 0         | 0         | 0              | 0              | 1      | 0      |
| IF Sylvia (lån)                                        | 2015              | Division 2 Södra Svealand | 4            | 0            | 0         | 0         | 0              | 0              | 4      | 0      |
| IF Sylvia (lån)                                        | Totalt i klubblag | Totalt i klubblag         | 4            | 0            | 0         | 0         | 0              | 0              | 4      | 0      |
| FK Chimki                                              | 2020-21           | Premjer-Liga              | 10           | 0            | 0         | 0         | 0              | 0              | 10     | 0      |
| FK Chimki                                              | 2021-22           | Premjer-Liga              | 17           | 0            | 0         | 0         | 0              | 0              | 17     | 0      |
| FK Chimki                                              | Totalt i klubblag | Totalt i klubblag         | 27           | 0            | 0         | 0         | 0              | 0              | 27     | 0      |
| IFK Norrköping (lån)                                   | 2022              | Allsvenskan               | 11           | 0            | 0         | 0         | 0              | 0              | 11     | 0      |
| IFK Norrköping (lån)                                   | Totalt i klubblag | Totalt i klubblag         | 11           | 0            | 0         | 0         | 0              | 0              | 11     | 0      |
| Lech Poznań (lån)                                      | 2022-23           | Ekstraklasa               | 20           | 0            | 0         | 0         | 12             | 0              | 32     | 0      |
| Lech Poznań (lån)                                      | Totalt i klubblag | Totalt i klubblag         | 20           | 0            | 0         | 0         | 12             | 0              | 32     | 0      |
| Lech Poznań                                            | 2023-24           | Ekstraklasa               | 7            | 1            | 0         | 0         | 1              | 0              | 8      | 1      |
| Lech Poznań                                            | Totalt i klubblag | Totalt i klubblag         | 7            | 1            | 0         | 0         | 1              | 0              | 8      | 1      |
| Antal matcher och mål är korrekt per den 19 mars 2024. |                   |                           |              |              |           |           |                |                |        |        |

## Landslagskarriär
Dagerstål har representerat Sverige på samtliga landslagsnivåer, och var bland annat del av det  landslag som representerade Sverige i U21-EM 2017.